# Neoconomma dentipes
Neoconomma dentipes is een hooiwagen uit de familie Pyramidopidae.